# Jeffrey Zeldman
Jeffrey Zeldman (12 de enero de 1955) es un diseñador web, escritor, conferenciante y emprendedor de la industria del web estadounidense. Fue el precursor del diseño web basado en estándares, que garantiza que un sitio web pueda ser utilizado en cualquier navegador y en cualquier dispositivo habilitado para la web.  
La revista Businessweek, que lo apodó «Rey de los estándares web» menciona:

"Es difícil recordar cómo era el web en 1995 cuando Jeffrey Zeldman diseñó su primer sitio. Pero basta decir que en esos días “WWW” también era sinónimo de Wild West Web (Salvaje Oeste Web). No había reglas ni buenas prácticas. De alguna forma, era un tiempo de gran experimentación. Pero Zeldman pronto pudo ver la otra cara de la moneda: el caos estaba teniendo como consecuencia la frustración del usuario y crecientes costos de desarrollo y mantenimiento, que amenazaban el desarrollo saludable de la industria del web."

Es presidente y fundador del estudio de diseño de Nueva York «Happy Cog», que tiene oficinas en Filadelfia y Austin. Es autor del libro «Diseño con Estándares Web», que cuenta con una tercera edición coescrita con Ethan Marcotte, en la que trata más temas acerca de semántica y accesibilidad a través la correcta utilización de HTML, CSS y Javascript. También ha sido autor de varios artículos de la revista digital A List Apart, de la que fue fundador. Junto con Jason Santa María y Mandy Brown fundó la serie de libros A Book Apart, dirigidos a quienes se relacionan de alguna manera con la industria del web. (Diseñadores, Desarrolladores, Escritores, Negociantes, etc.).
Junto con Eric Meyer fundó el ciclo de conferencias de diseño web llamado An Event Apart, que se imparten cada año en diferentes ciudades de Estados Unidos.
Jeffrey Zeldman también es el fundador y anfitrión del podcast semanal The Big Web Show.